# Chaswe Nsofwa
Chaswe Nsofwa (Lusaka, 22 ottobre 1978 – Be'er Sheva, 29 agosto 2007) è stato un calciatore zambiano, di ruolo attaccante.
È morto dopo una seduta di allenamento.

## Palmarès

### Club

#### Competizioni nazionali
- Campionato zambiano: 1

Zanaco: 2002